# Sandnarv

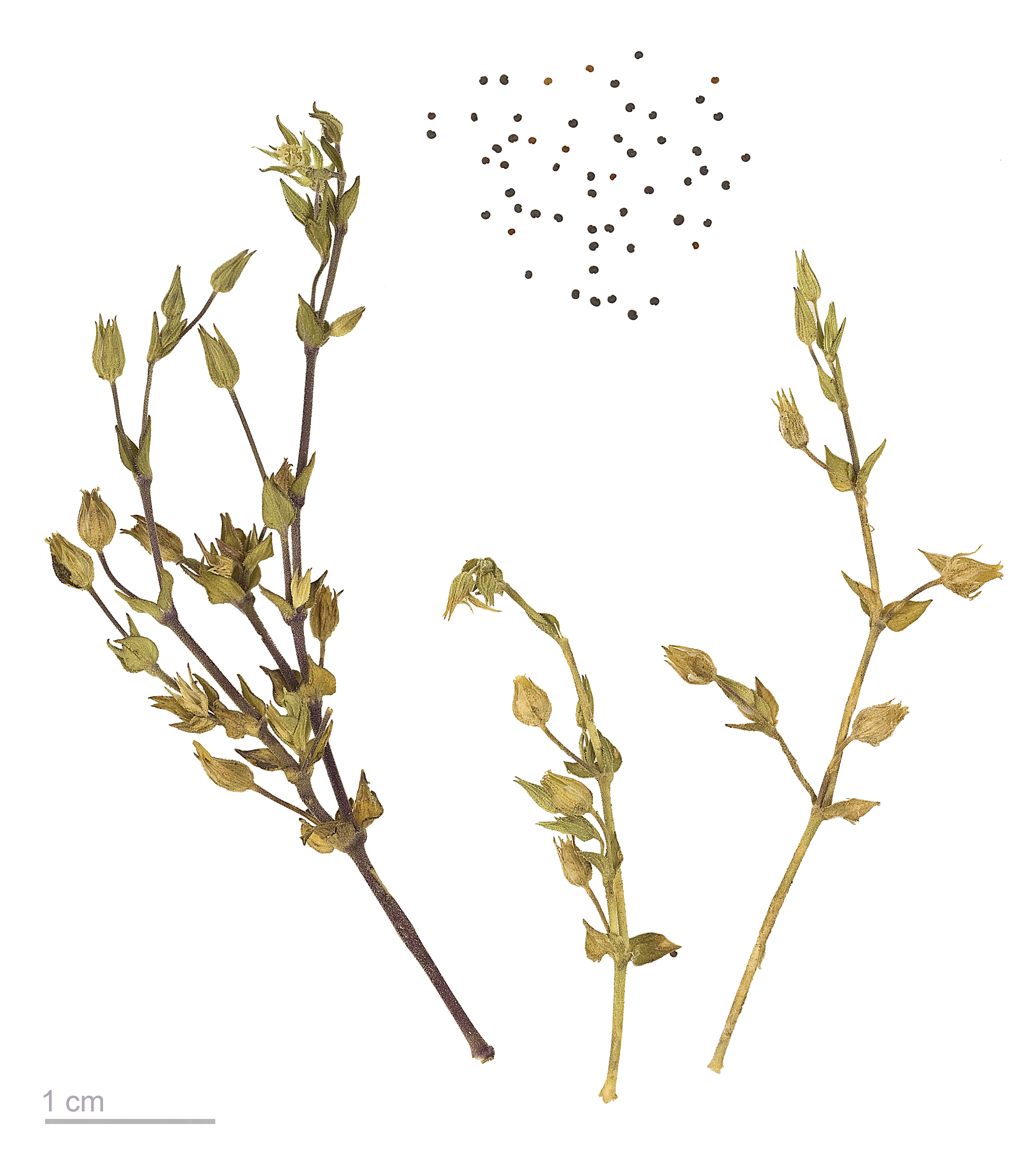
Arenaria serpyllifolia

Sandnarv (Arenaria serpyllifolia) är en växtart i familjen nejlikväxter.